# Proposta per les Illes
Proposta per les Illes (PI) és un partit polític balear d'ideologia liberal i regionalista, que aposta per la defensa dels valors i la cultura de les illes. Es va crear el 2012 amb la fusió de Convergència per les Illes,  Lliga Regionalista, Unió Menorquina, Es Nou Partit, Aliança Liberal de Manacor, Sud-Unificat i Independents Marratxi.

## Projecte polític
El PI diu cercar diàleg polític i moderació, rebutjant el que considera dogmatisme i posturisme polític, mentre defineix els seus valors com a centristes i autonomistes. Encara defensant l'Estatut d'Autonomia de les Illes Balears i la Constitució Espanyola, el partit també cerca promoure la llengua, la cultura i les tradicions de les illes. Proposta per les Illes es defineix com un partit de gran abast social i polític, balearista i de centre-conservador.
Acceptant la necessitat de reduir el dèficit en el sistema públic el partit ha criticat l'anunci del govern d'apujar les taxes, tot dient que hi ha alternatives a aquesta mesura. El partit té arrels regionalistes i nacionalistes, fet que el va portar a definir-se com autonomista-balearista i posar un èmfasi continuat en fomentar l'autonomia de les Illes Balears i la llengua catalana com les "insígnies d'identitat de les Illes".
Els dirigents es trien a través de llistes obertes i desbloquejades per garantir-ne "l'honestedat i transparència".

## Representació
Com a resultat de la unió dels partits de Mallorca, Menorca i Eivissa, el PI va elegir representants a cadascuna de les tres illes, incloent-hi 6 batlles, 87 consellers a 34 municipis i més de 700 afiliats. El comitè executiu està format per 14 membres de Mallorca, 7 d'Eivissa i 7 de Menorca.
El PI va treure el 7,96 per cent del vot i tres escons en les Eleccions al Parlament de les Illes Balears celebrades el 24 de maig de 2015, i va repetir amb 7,33 els tres escons en les les Eleccions de 2019.

## Història
De cara a les eleccions autonòmiques i municipals de les Illes Balears del 2011, els quatre partits es presentaren per separat, però el juny del 2012 s'anuncia el procés de confluència de la  Lliga Regionalista, Convergència per les Illes, Es Nou Partit d'Eivissa i Unió Menorquina. Finalment el partit es va dir Proposta per les Illes i fou presentat el 2 de novembre del 2012. Convergència per les Illes es va crear el març de 2011, presidit per Josep Melià, amb una base ideològica similar a Unió Mallorquina (partit dissolt el febrer del 2011).
 Lliga Regionalista va ser creat el febrer de 2011 fundada per l'exconseller de Medi Ambient del Govern de les Illes Balears del Partit Popular i exalcalde de Sa Pobla, Jaume Font, a causa de les desavinences amb les polítiques lligades a la llengua i cultura de les illes del PP de Bauzá. Es Nou Partit d'Eivissa fou creat el 2010 com a partit de caràcter conservador, amb seu a Sant Antoni de Portmany. Finalment es va afegir al PI un partit d'àmbit eivissenc, ja que CxI,  Lliga Regionalista i Unió Menorquina no eren presents en aquesta illa.
El 14 de març de 2013, a dos dies del congrés fundacional del partit, es va anunciar la incorporació al PI d'Antoni Pastor com a vicepresident, diputat i batle de Manacor.
L'abril de 2019, Joan Miralles, candidat de la formació al congrés dels diputats, va revelar en una entrevista que es va proposar a Més per Mallorca concórrer junts a les eleccions, però que aquests van rebutjar l'oferta.
L'11 de febrer de 2020, el president Jaume Font Barceló dimiteix a causa de les seves desavinences amb el Secretari General Josep Melià Ques. Antoni Amengual Perelló és elegit com a candidat de consens per prendre el relleu de la presidència del partit, durant el IV Congrés de la formació celebrat a Inca el 27 de juny de 2020, així com Lina Pons i Bartomeu Gili com Vicepresidenta i Secretari General respectivament.

## Resultats electorals

### Parlament de les Illes Balears
| Eleccions | Vots   | %    | Escons | +/- | Govern   | Candidat    |
| --------- | ------ | ---- | ------ | --- | -------- | ----------- |
| 2015      | 34.060 | 7,96 | 3 / 59 |     | Oposició | Jaume Font  |
| 2019      | 31.290 | 7,33 | 3 / 59 | =   | Oposició | Jaume Font  |
| 2023      | 16.927 | 3,79 | 0 / 59 | 3   |          | Josep Melià |

### Congrés dels Diputats
| Congrés dels Diputats |               |               |               |               |
| Eleccions             | Illes Balears | Illes Balears | Illes Balears | Candidat      |
| Eleccions             | Vots          | %             | Escons        | Candidat      |
| 2015                  | 12.910        | 2,67          | 0 / 8         | Jaume Font    |
| 2019 (I)              | 11.692        | 2,25          | 0 / 8         | Joan Miralles |

### Parlament Europeu
| Parlament Europeu |         |         |         |                                   |                                                             |
| Eleccions         | Espanya | Espanya | Espanya | Candidatura                       | Candidat                                                    |
| Eleccions         | Vots    | %       | Escons  | Candidatura                       | Candidat                                                    |
| 2019              | 633.090 | 2,82    | 1 / 54  | Coalició per una Europa Solidària | Izaskun Bilbao (PNB) Maria del Mar Llaneras (El PI)         |
| 2024              | 281.064 | 1.61    | 1 / 61  | Coalició per una Europa Solidària | Oihane Agirregoitia Martínez (PNB) Jordi Prunes Moya(El PI) |

1. ↑  Cap de llista.
2. ↑  Número 5 de la llista.

### Consell de Mallorca
| Eleccions | Vots   | %    | Escons | +/- | Govern   | Candidat               |
| --------- | ------ | ---- | ------ | --- | -------- | ---------------------- |
| 2015      | 32.387 | 9,39 | 3 / 33 |     | Oposició | Antoni Pastor i Cabrer |
| 2019      | 30.746 | 9,17 | 3 / 33 | =   | Oposició | Xisca Mora Veny        |
| 2023      | 18.762 | 5,23 | 2 / 33 | 1   | Oposició | Antoni Salas Roca      |

### Consell de Menorca
| Eleccions | Vots  | %    | Escons | +/- | Candidat               |
| --------- | ----- | ---- | ------ | --- | ---------------------- |
| 2015      | 1.141 | 3,03 | 0 / 13 |     | Josep Lluís Sintes     |
| 2019      | 1.062 | 2,72 | 0 / 13 |     | Miquel Ponsetí Servera |

### Consell d'Eivissa
| Eleccions | Vots  | %    | Escons | +/- | Candidat           |
| --------- | ----- | ---- | ------ | --- | ------------------ |
| 2015      | 2.006 | 4,62 | 0 / 13 |     | Joan Torres        |
| 2019      | 1.303 | 2,88 | 0 / 13 |     | Encarnación Castro |
| 2023      | 585   | 1,32 | 0 / 13 |     | Lucía Ribas        |